# La révolte gronde à Bornéo
Pour plus de détails, voir Fiche technique et Distribution.
La révolte gronde à Bornéo (Le tigri di Mompracem) est un film d'aventure hispano-italien sorti en 1970, réalisé par Mario Sequi.

## Synopsis
Dans la colonie britannique de Bornéo, le capitaine Rosenthal fait condamner le prince Sandokan aux travaux forcés.

## Fiche technique
- Titre français : La révolte gronde à Bornéo[1]
- Titre original italien : Le tigri di Mompracem
- Réalisation : Mario Sequi
- Scénario : Eduardo Manzanos Brochero, Alfredo Tucci d'après les romans d'Emilio Salgari
- Genre : film d'aventure
- Musique : Angelo Francesco Lavagnino
- Production : Filmes Cinematografica, Copercines
- Photographie : Emilio Foriscot
- Format d'image : 2,35 : 1
- Montage : Pietro Paolo Benedetti
- Durée : 90 min
- Décors : José Luis Galicia, Jaime Pérez Cubero
- Costumes : Paola Nardi
- Maquillage : Emilio Pujol, Emilio Trani
- Pays de production :  Espagne,  Italie
- Langue originale : italien
- Dates de sortie : 
  - Italie : 1970
  - France : 12 janvier 1972[1]

## Distribution
- Ivan Rassimov : Sandokan
- Claudia Gravy : Marianna Guillonk
- Andrea Bosic : Yanez De Gomera
- José Torres : Tremal Naik
- Luis Dávila : Lord Brooke
- Cris Huerta : Giro Batol
- Dick Palmer : un malais
- Lorenzo Terzon : le capitaine William Rosenthal
- Anna Zinnemann : Liana
- José María Caffarel : le maharadjah Varauni
- Nerio Bernardi : le grand Brahman
- Miguel Del Castillo : monsieur Gaston
- Ángel Menéndez : sir Gilbert Guillonk
- Alajandro Dakar : Kammamuri
- Gino Marturano : Sambigliong
- Enzo Fiermonte : le sergent
- Stefano Oppedisano
- Alfredo Santacruz : le père de Sandokan